# Galette de sarrasin (Haute-Bretagne)
Pour les articles homonymes, voir Galette, Galette de sarrasin et Galette (cuisine).
Ne doit pas être confondu avec crêpe bretonne.
Pour le biscuit appelé « galette bretonne », voir Galette bretonne (biscuit).
La galette de sarrasin ou galette de blé noir ou galette bretonne ou galette normande ou galette (en local) (galetez ou kaletez, en breton) est une spécialité culinaire traditionnelle emblématique de la cuisine bretonne, originaire de Haute-Bretagne ainsi que du sud-ouest de la Manche et de l'ouest de la Mayenne (Pays rennais). A base de farine de sarrasin, elle se décline sous de nombreuses variantes salées de garnissage, en particulier de galette complète, et de galette-saucisse (variante des crêpes bretonnes salées au sarrasin et froment de Basse-Bretagne).

## Histoire
Le blé noir (sarrasin) est rapporté en Bretagne des croisades du XIIe siècle, et cultivé depuis le XVIe siècle avec la duchesse Anne de Bretagne. Il est alors consommé notamment sous forme de galette dans le pays gallo (Haute-Bretagne) où cette polygonacée devient la base de l'alimentation. La galette se mange alors à la main ou trempée dans la soupe pour l'épaissir. Sa pâte sert également à la préparation de bouillies,,,.

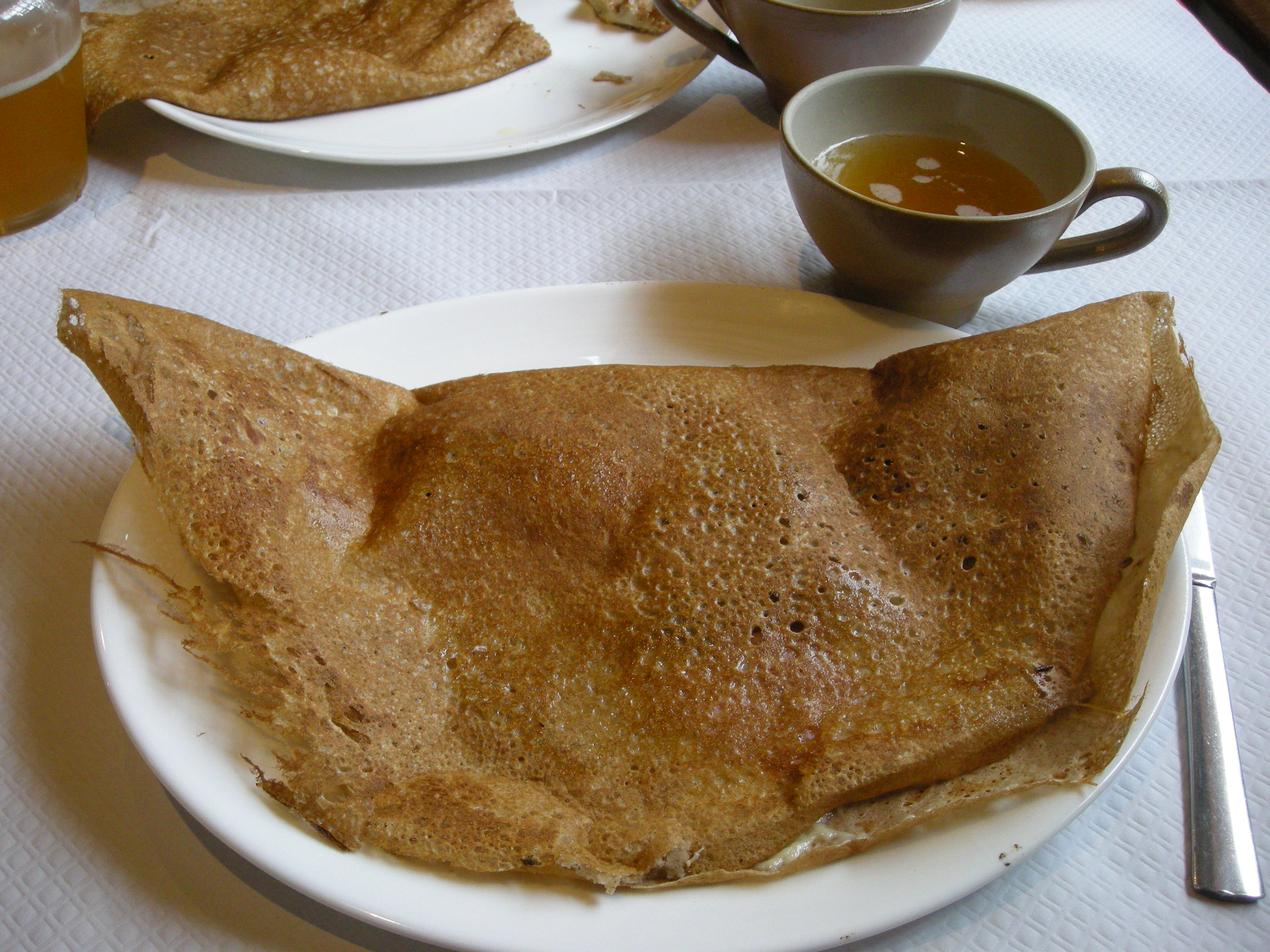
Galette complète normande et moque de cidre brut
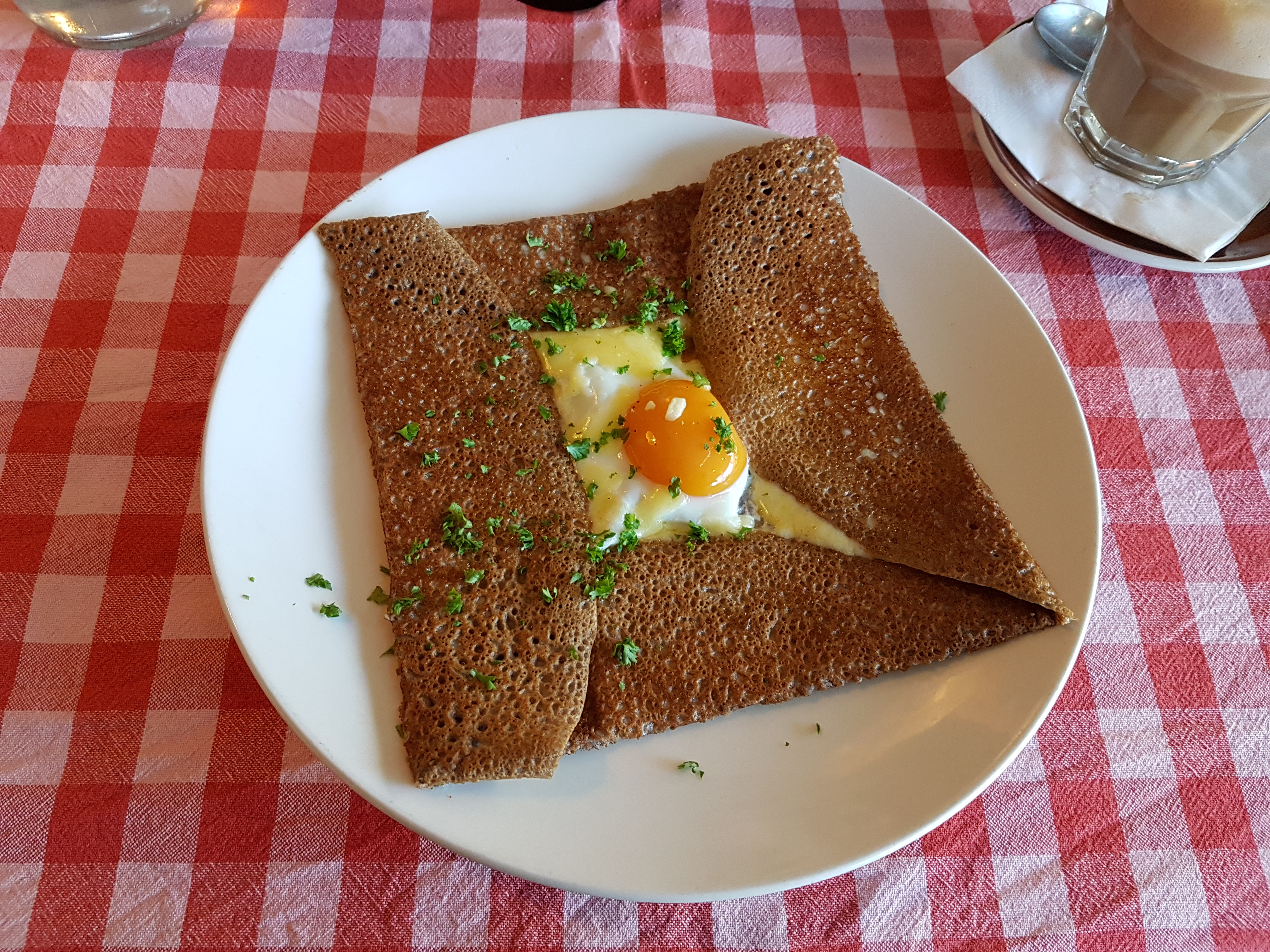
galette complète

Sa consommation est importante au XVIIIe siècle et XIXe siècle. « La partie de la Bretagne où l'on parle breton, vit de galettes de farine de blé noir » écrit Stendhal dans ses Mémoires d'un touriste de 1838. En 1850, 130 « galettières » (Benjamin Keltz signale que « la profession est presque exclusivement féminine ») sont recensées à Rennes ; près de 400 en 1900, soit une fabricante pour 150 habitants.

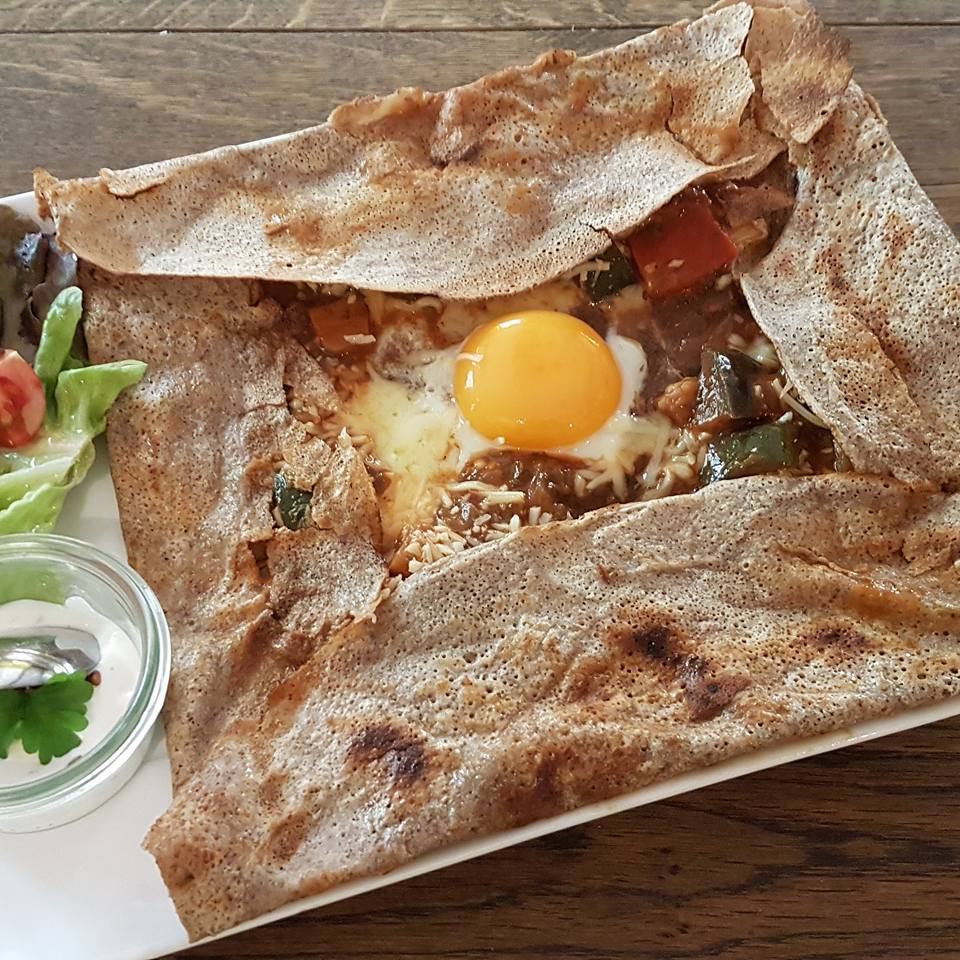
Ratatouille, œuf, fromage.
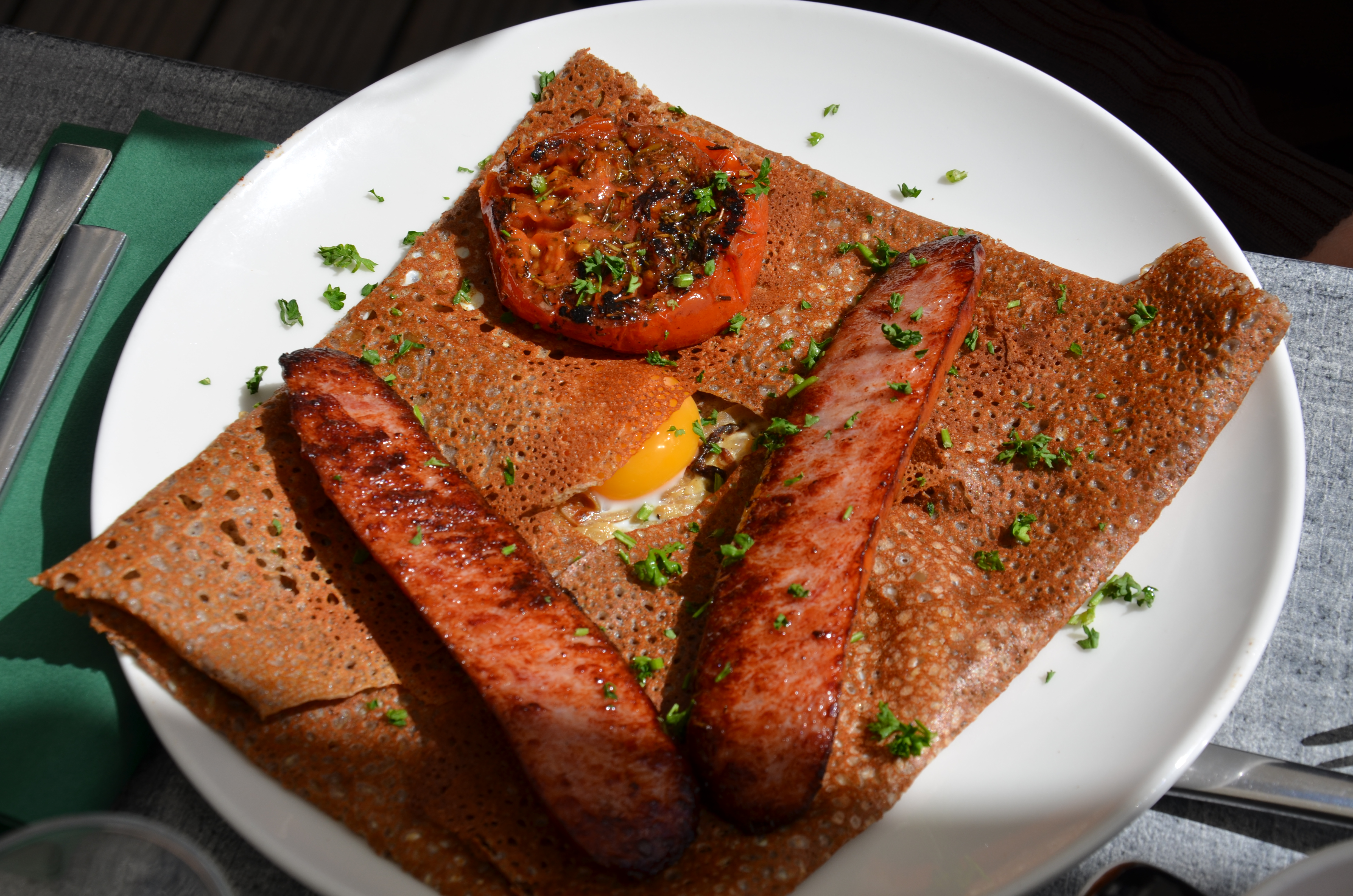
œuf, saucisse, tomate.
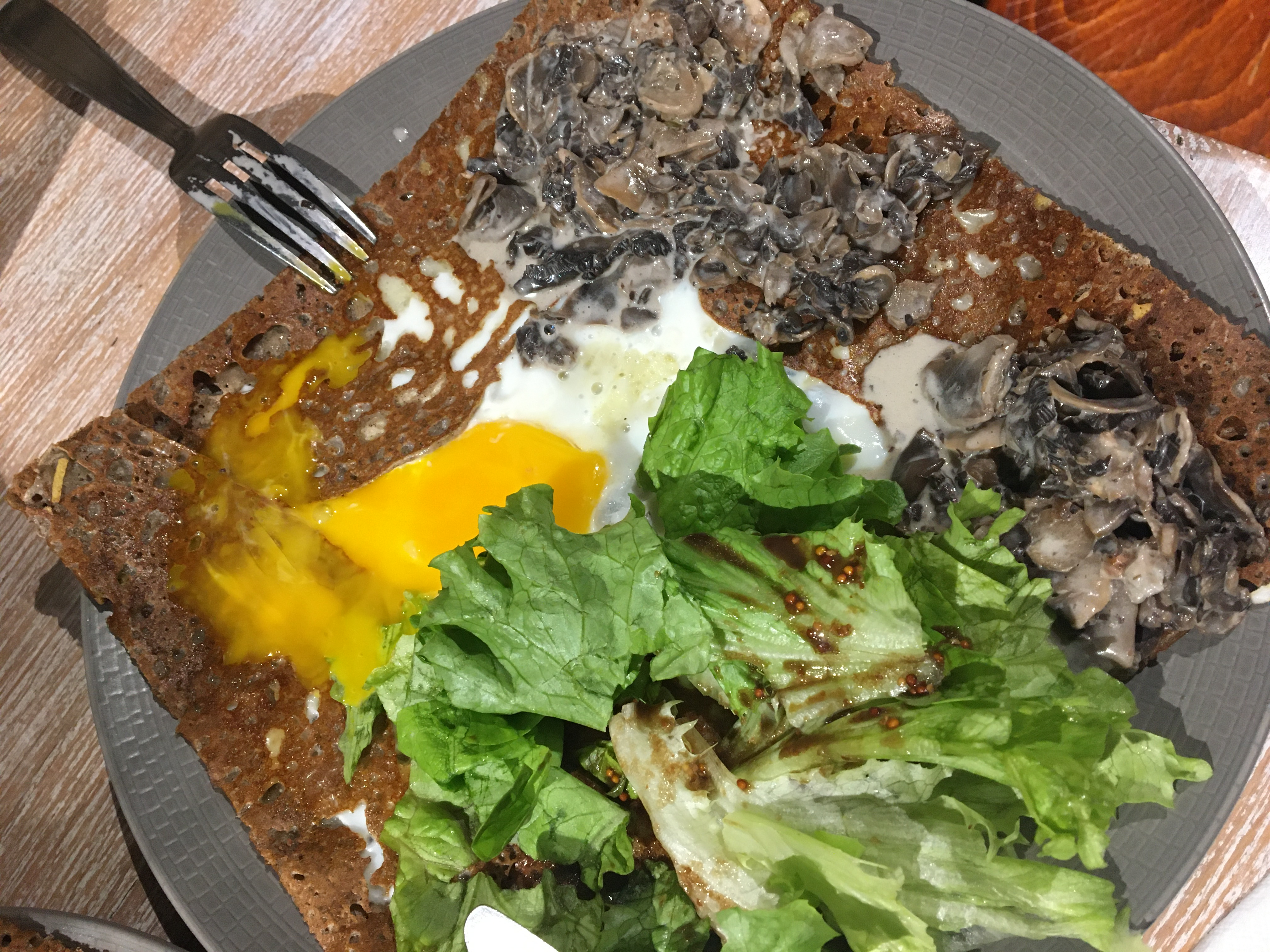
forestière (œuf, champignon, salade verte).
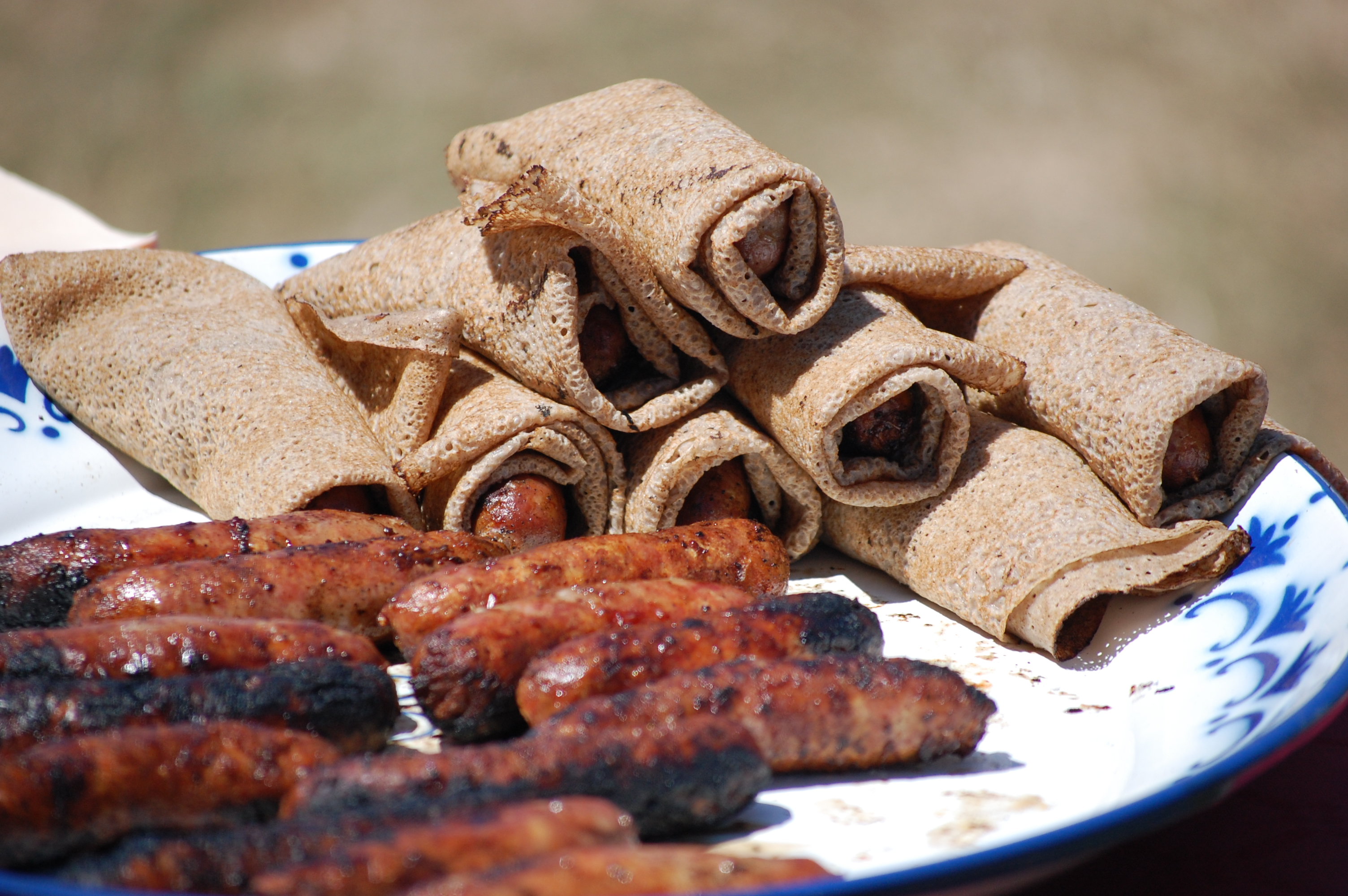
galette-saucisse.

## Confusion avec les crêpes
En Bretagne, la galette et la crêpe ne désignent pas les mêmes produits,.

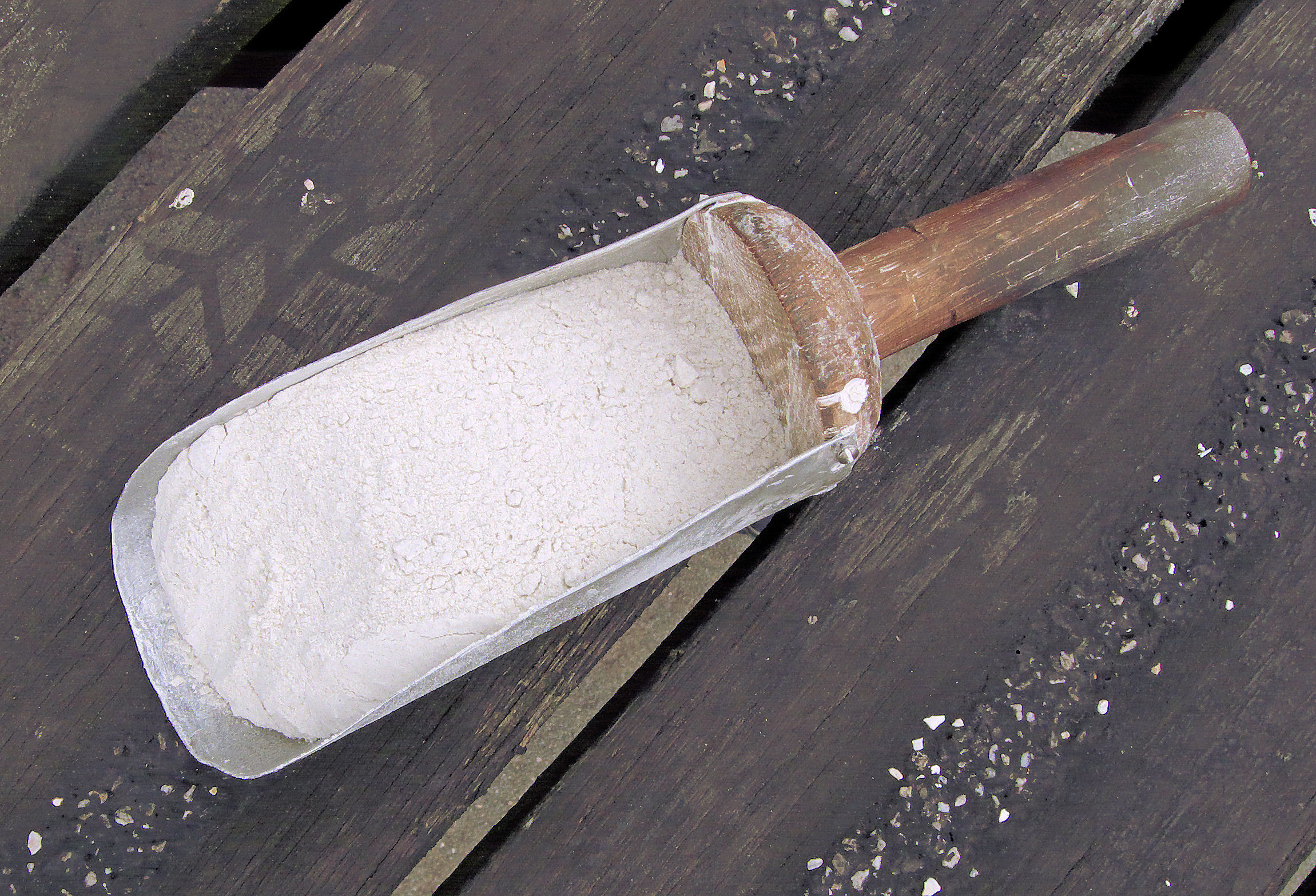
Farine de sarrasin

En pays gallo (ou Haute-Bretagne) la galette de sarrasin est exclusivement salée (sauf exception marginale,). Préparée à base d'eau, de farine de sarrasin et de sel, elle est épaisse, restant souple une fois terminée et présente des trous à sa surface ;
En pays bretonnant (ou Basse-Bretagne) la crêpe de sarrasin est salée (sa version sucrée est la crêpe bretonne, au froment). Préparée également à base d'eau, de sel, de farine de blé noir et jusqu'à 30% de farine de froment, et éventuellement de lait et d'œufs ; elle est plus fine, cassante quand sa cuisson est juste finie, et d'une surface non trouée. Dans ce pays, la galette fait plutôt référence à une pâte épaisse (galette de pommes, etc.) ou à un biscuit beurré.

## Recette

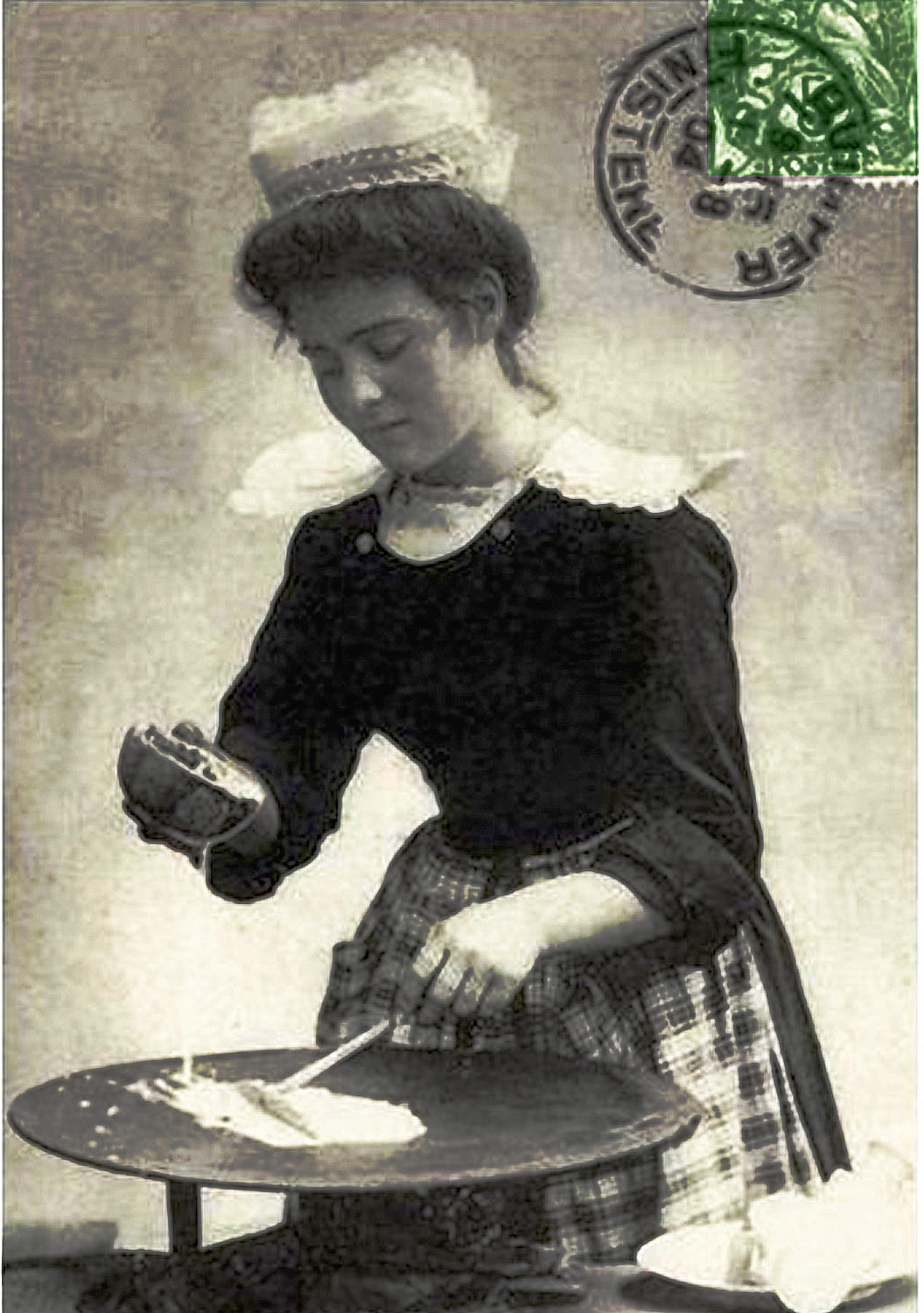
Galettière bretonne et billig et rozell, des années 1900.

Il existe plusieurs recettes de pâtes, la base étant un mélange de farine de sarrasin, de sel et d'eau, et éventuellement d'un œuf servant de liant,,,,.
La pâte est en principe cuite sur une « tuile » (bilig, en breton) (ou avec une crêpière). La tuile est en fer forgé et en fonte depuis le XVe siècle, il s'agissait peut-être auparavant d'une plaque de terre cuite ou d'une pierre ronde. L’écriture « jalète » est attestée, venant de « jalet » (galet).
La tuile était utilisée dans la cheminée ou au fourneau, chauffée par le feu de bois suivant une méthode « savante » selon l'auteure culinaire bretonne Simone Morand. Des plaques électriques ou au gaz ont succédé au feu de bois (avec des plaques sur le feu de la gazinière).
La galette est étalée sur une tuile très chaude et bien graissée au beurre. La pâte est étalée en disque suivant un mouvement circulaire sur la tuile à l'aide d'une raclette (rozell) sorte de petit râteau. Certaines personnes procèdent par un mouvement allant du haut de la plaque vers le bas. Quand les bords du disque de pâte commencent à se détacher de la tuile, la galette est retournée à l'aide d'une « tournette ». Les noms des instruments peuvent cependant varier en fonction des lieux. Une fois une galette terminée, la tuile est nettoyée avec un tampon gras.

## Consommation
La galette est à l'origine un plat en soi, servi sans garniture mais par couple, parfois émiettée dans une bolée de cidre (se dit galette « missé », poêlée au beurre[réf. souhaitée]) ou de lait ribot. Depuis les années 1950, la galette est devenue la base d'un plat principal[réf. nécessaire] servi en crêperies ou comme en-cas.
La galette est également déclinée sous de nombreuses variantes à base de saucisse, viande, poisson, fromage, salade, etc., avec en particulier : 
- « galette complète » (une tranche de jambon, emmental râpé, et un œuf[réf. souhaitée]) cuits directement sur la galette ;
- galette-saucisse (saucisse grillée roulée dans une galette froide).

## Label qualité
Un label de qualité « crêperies gourmandes » est attribué depuis 2006 à des crêperies de Bretagne respectant une certaine démarche qualité, par le Comité régional du tourisme de Bretagne et développé par la Fédération régionale des pays touristiques de Bretagne.